# Jane Freedman
 (décembre 2018).
Jane Freedman, née en 1968, est une sociologue britannique. Elle est connue pour ses recherches sur les questions de genre et politique, les migrations, les violences faites aux femmes et les conflits armés. Elle est professeure à l'université Paris 8 Vincennes-Saint-Denis et consultante sur l'égalité de genre à l'Unesco,.

## Publications
- A Gendered Approach to the Syrian Refugee Crisis (avec Z. Kivilcim et N. Ozgur), Routledge, 2016
- Gendering the International Asylum and Refugee Debate (2ème édition), Palgrave Macmillan, 2015
- Gender, Violence and Politics in the Democratic Republic of the Congo, Routledge, 2015
- Engaging Men in the Fight against Gender-Based Violence: Case Studies from Africa, Palgrave Macmillan, 2012
- Gendering the International Asylum and Refugee Debate, Palgrave Macmillan, 2007
- Femmes, Genre, Migrations et Mondialisation: Un état des problématiques (avec J. Falquet, A. Rabaud et F. Scrinzi), Cedref, 2007
- Persécutions des femmes : savoirs, mobilisations et protections (avec J. Valluy), Éditions du Croquant, 2007
- Immigration and Insecurity in France, Ashgate, 2004
- Gender and Insecurity: Migrant Women in Europe, Ashgate, 2003
- Feminism, Open University Press, 2001
- Women, Immigration and Identities in France (avec C. Tarr), Berg, 2000
- Femmes politiques: mythes et symboles, L'Harmattan, 1997